# رومي القحطاني
رومي القحطاني (مواليد 29 يوليو 1995) هي عارضة أزياء، وزعمت أنها أول مرشحة من المملكة العربية السعودية لمسابقة ملكة جمال الكون 2024. ولكن بحسب بيان للمسؤولين عن تنظيم المسابقة نقلته شبكة "سي إن إن" الأميركية: "لم يتم اختيار السعودية في أي عملية، وأي ادعاءات من هذا القبيل هي كاذبة ومضللة".

## نبذة عنها
رومي القحطاني، شابة سعودية وُلدت في الرياض في 29 يوليو 1995. تحمل شهادة البكالوريوس في تخصص صحة الأسنان من جامعة الملك سعود. تُعرف بحضورها البارز على وسائل التواصل الاجتماعي وإتقانها اللغات العربية والإنجليزية والفرنسية. 

## نشاطات
رومي هي ناشطة في مجالات البيئة والقضايا الاجتماعية وتمكين المرأة. وقد فازت بلقب ملكة جمال السعودية والشرق الأوسط (2021). ومثّلت المملكة في العديد من المسابقات العالمية، مثل: ملكة جمال آسيا في ماليزيا، وملكة جمال العرب للسلام (2022)، وملكة جمال أوروبا (2023)، وملكة جمال الوحدة العربية، وملكة جمال الشرق الأوسط والكثير من الألقاب أيضا.

وكانت رومي قد أعلنت عن تمثيل بلادها في مسابقة ملكة جمال الكون العالمية 2024، موضحة في منشور لها عبر شبكات التواصل الاجتماعي أنها ستكون "أول مشارِكة من المملكة العربية السعودية في مسابقة ملكة جمال الكون". وقالت: 
"أحمل بين يديّ ألوان الشكر والحب، وفي قلبي تقدير وثناء لجميع أصدقائي في كل أنحاء العالم... هذا الدعم الذي أسعدني وتلقيته عبر مواقع التواصل الاجتماعي وأتمنى أن أكون عند حُسن الظن بي، وأنا سعيدة لأنني أول ملكة جمال سعودية أمثّل بلدي في مسابقات عالمية (أحبّكم)". 

### نفي المنظمة
في وقت لاحق، نفى منظمو مسابقة ملكة جمال الكون، التقارير التي انتشرت عن مشاركة السعودية رومي القحطاني في منافستها لعام 2024، ووصفوها بأنه "كاذبة ومضللة". وأضاف البيان أنه على الرغم من أن السعودية "لم تكن من ضمن الدول التي تم تأكيد مشاركتها هذا العام، إلا أن هناك حاليا عملية تدقيق صارمة لاختيار مرشح مؤهل... لن تتاح للسعودية فرصة الانضمام لمسابقتنا المرموقة حتى تأكيد ذلك من قبل اللجنة المسؤولة عن الموافقات لدينا".